# Topocentriska koordinater
Ett topocentriskt koordinatsystem (från grekiska τόπος, tópos, "plats" och κεντρικός, kentrikós, "central") är ett astronomiskt koodinatsystem där observatören befinner sig i origo. Origo befinner sig sålunda vanligtvis någonstans på jordytan, men även andra platser används inom rymdfart. Användningen är i huvudsak inskränkt till angivande av position/riktning till närliggande objekt (som satelliter eller månen), där ett geocentriskt koordinatsystem (med origo i jordens medelpunkt) ger alltför stora avvikelser, eller till koordinatsystem som är bundna till den specifika platsens egenskaper, som system som använder horisontalplanet, väderstrecken och riktningen till zenit som referenser, vilket horisontella koordinatsystem gör. Med topocentrisk ort avses den position på himmelssfären som det ifrågavarande objektet intar sett från observatörens plats.
Beteckningen används även inom geodesi/lantmäteri och avser där horisontella koordinatsystem.